# Эрб, Саммер
Саммер Элизабет Эрб (англ. Summer Elizabeth Erb; род. 25 июля 1977 года в Лейквуде, Огайо, США) — американская профессиональная баскетболистка, выступавшая в женской национальной баскетбольной ассоциации. Была выбрана на драфте ВНБА 2000 года в первом раунде под общим 11-м номером командой «Шарлотт Стинг». Играла на позиции центровой. После окончания спортивной карьеры перешла на тренерскую работу в команду NCAA «UNCA Бульдогс». В последнее время работала в тренерском штабе школьной команды «Нивот Кугарз».

## Ранние годы
Саммер родилась 25 июля 1977 года в городе Лейквуд (штат Огайо) в семье Чака и Пенни Эрб, у неё есть два младших брата, Чак и Тим, а училась она там же в одноимённой средней школе, в которой выступала за местную баскетбольную команду.